# Abel Martín

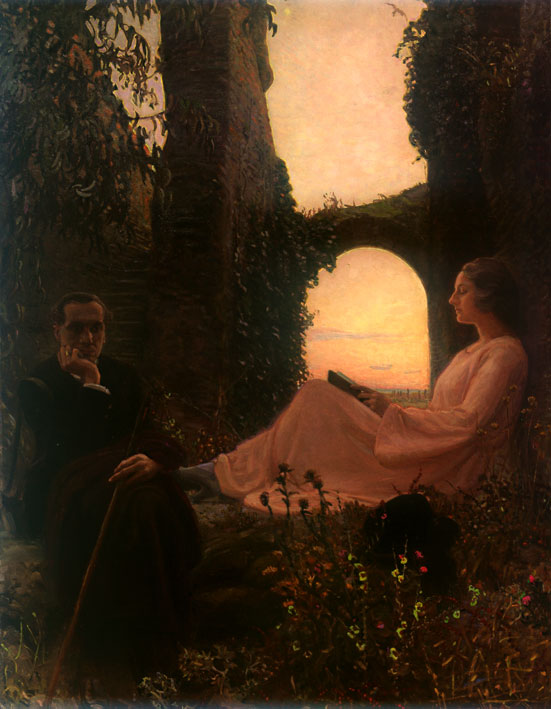
Antonio Machado y su musa, composición de estilo simbolista-modernista, pintada en 1924 por Leandro Oroz. Óleo sobre lienzo, 210 x 156 cm. Inscripción al reverso, en lápiz: «Evocación». (Colección particular).

Abel Martín, también conocido como "Abel-Sócrates" (Sevilla, 1840 - Madrid, 1898), fue un poeta y filósofo concebido por Antonio Machado en forma de apócrifo. Su obra y memoria están asociadas a otro autor apócrifo, Juan de Mairena, también natural de Sevilla, nacido en 1865 y fallecido en Casariego de Tapia en 1909.

## Biografía
Abel Martín nació en Sevilla en 1840. Su biógrafo y alumno, Juan de Mairena, -a través del presunto creador de ambos, Antonio Machado-, lo definió "poeta, hombre integral, todo reunido" (...) bebedor insaciable de conocimiento con esa "sed metafísica de lo esencialmente otro" (...), entendiendo ese lo otro como sospechoso "objeto erótico... de la esencial heterogeneidad de la sustancia".
En 1896, Martín se comprometió con Mairena en el proyecto de fundación de una Escuela Popular de Sabiduría Superior en Sevilla, que dispondría de una Cátedra de Metafísica a cargo de Martín y otra de Sofística conducida por Mairena. 
A finales del año 1898 Abel Martín viajó a Madrid para formar parte de un tribunal de oposiciones a cátedras de Filosofía. Al poco de llegar, se recrudecieron sus antiguas dolencias hepáticas, siendo internado en el hospital de San Carlos, donde falleció el 9 de noviembre. Tras la muerte de su maestro, Mairena abandonó el proyecto de la Escuela Popular de Sabiduría.
A modo de epitafio, Mairena recordaba una reflexión de su maestro hilando sus dos temas fovoritos, la filosofía y la poesía:

"La filosofía, vista desde la razón ingenua, es, como decía Hegel, el mundo al revés. La poesía, en cambio, es el reverso de la filosofía, el mundo visto, al fin, del derecho... Conclusión: para ver del derecho hay que haber visto antes del revés".
Abel Martín

### Represión franquista
Durante la posguerra española, en lo que ha sido calificado como hecho significativo «tanto del ensañamiento de la represión como de la inopia intelectual de quienes la ejercían», el juez instructor de Responsabilidades Políticas n.° 3 de Madrid (BOE del 8/01/1942) «incoaba expediente a un tal Abel Martín, del que no se tenían más datos». Pocos meses antes, una comisión depuradora de profesores y catedráticos de Madrid había decretado también post mortem —el poeta había fallecido dos años atrás— «la separación definitiva del servicio de don Antonio Machado con la pérdida de todos sus derechos pasivos».

## Abel Martín, poeta
De entre el variopinto y disperso material lírico que a través de Juan de Mairena difundió Machado, pueden seleccionarse, casi al azar, estos tres versos (reconocidos por Abel Martín como los primeros que compuso, y de los que, a pesar de "su marcada perogrullez, sacó más tarde, por reflexión y análisis, toda su metafísica"):
"Mis ojos en el espejo
son ojos ciegos que miran
los ojos con los que veo.
De lo referido por su alumno Juan de Mairena, pueden entresacarse en los libros de este, algunas citas poética de contenido místico y continente filosófico:
"Dijo Dios: Brote la Nada.
Y alzó su mano derecha
hasta ocultar su mirada.
Y quedó la Nada hecha".

## Obra publicada
- Cancionero apócrifo de Abel Martín. Recopilación y estudio de Juan de Mairena), publicado en la Revista de Occidente, en 1926.
- Fragmentos incluidos en Juan de Mairena (sentencias, donaires, apuntes y recuerdos de un profesor apócrifo) (Espasa-Calpe,1936);
- Abel Martín. Cancionero de Juan de Mairena (1947). Páginas publicadas en las revistas Hora de España y Madrid, entre 1937 y 1938, y reunidas en diversas publicaciones póstumas de Antonio Machado.[9][10]